# Landengte

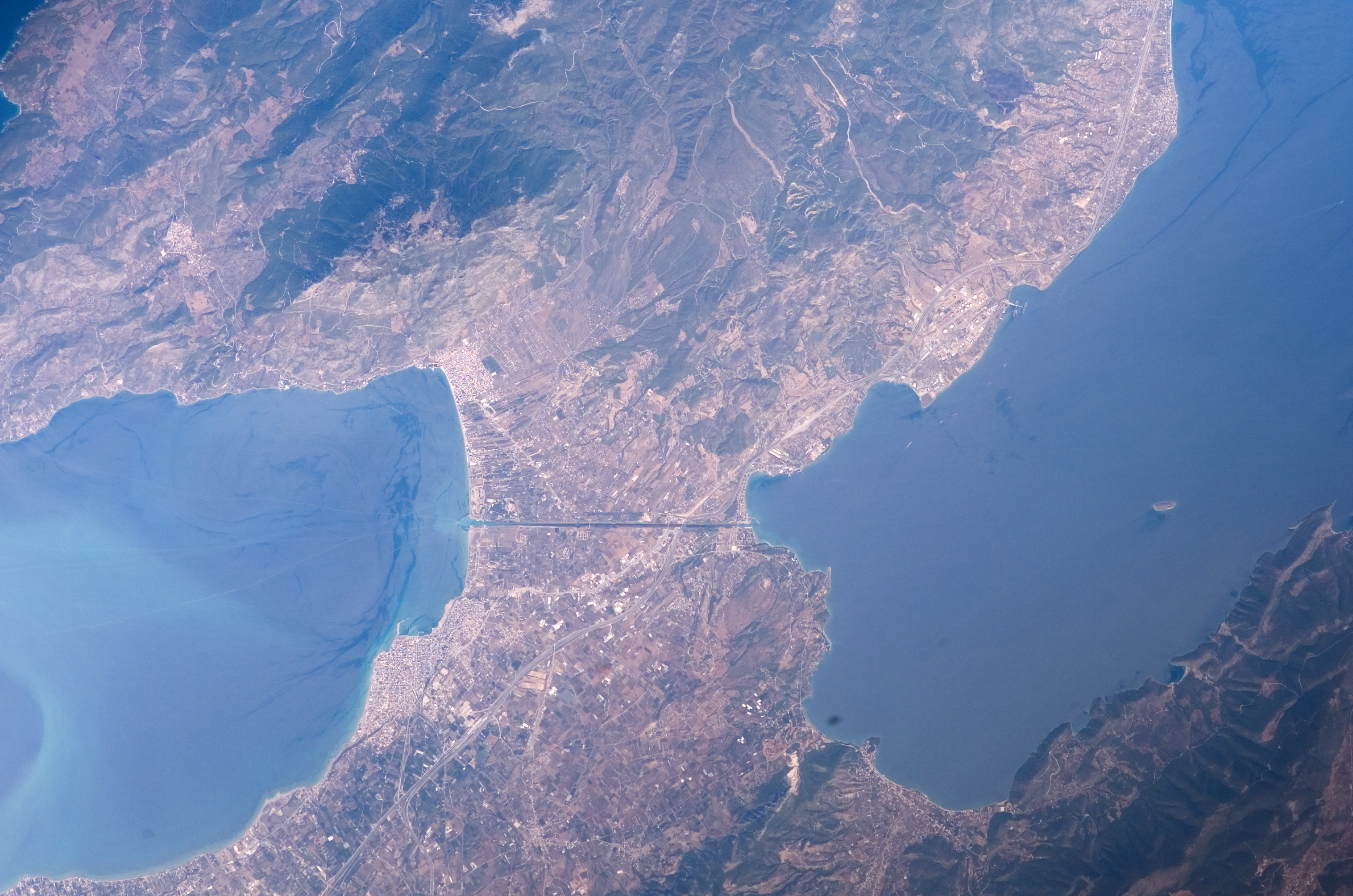
De istmus van Korinthe

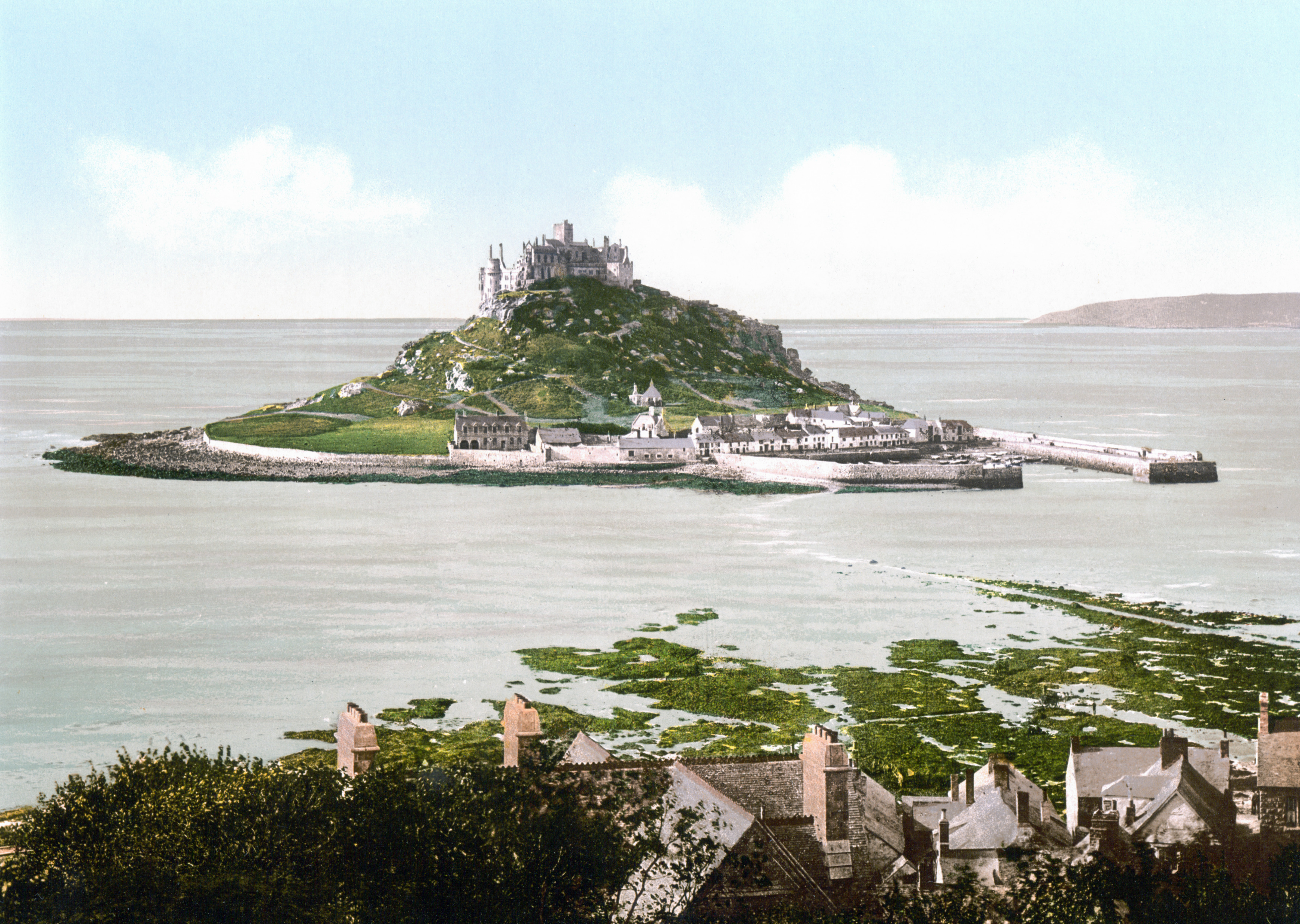
St Michael's Mount met halfoverstroomde istmus

Een landengte of istmus is een smalle strook land die twee grotere landmassa's verbindt. De Grieken introduceerden het woord istmus, dat hals betekent, en gebruikten het in het bijzonder voor de Landengte van Korinthe. Naast deze zijn de bekendste landengten die van Panama en Suez, die beide twee continenten met elkaar verbinden. Door al deze drie landengten lopen al even bekende kanalen.
Vaker komt voor dat een landengte een schiereiland met het vasteland verbindt, of twee delen van een eiland met elkaar. 
In veel definities wordt gesteld dat een landengte aan weerszijden door zeeën begrensd moet zijn, maar de Karelische Landengte, die de Finse Golf van het Ladogameer scheidt, bewijst dat een meer die rol ook kan vervullen.
Het tegenovergestelde van een landengte is de veel vaker voorkomende zeestraat of zee-engte.

## Lijst van landengtes
- Landengte van Avalon
- Landengte van Panama
- Landengte van Tehuantepec
- Landengte van Suez
- Landengte van Korinthe
- Landengte van Kra
- Karelische Landengte
- Landengte van Perekop
- Landengte tussen Noord- en Oostzee
- Landengte van Prasonisi (Rodos)